# Artéria poplítea
A artéria poplítea é continuação da femoral superficial, a partir do segmento distal da coxa, ao nível da transição dos terços proximal e médio da tíbia ramifica-se em artéria tibial anterior e tronco tíbio-fibular.